# 宗像貞氏
宗像 貞氏（むなかた さだうじ）は、宗像神社の第71代・第73代・第75代大宮司。宗像氏の一族。父は宗像氏定、母は陶貞房の娘。子は女子1人。猶子に宗像正氏。